# Handball-DDR-Oberliga (Frauen) 1988/89
Die Handball-DDR-Oberliga der Frauen wurde in der Saison 1988/89 in der Sportart Hallenhandball zum 26. Mal ausgetragen. 

## Saisonverlauf
Die Oberligasaison wurde wie üblich mit zehn Mannschaften ausgetragen, die in Hin- und Rückspielen 18 Begegnungen auszutragen hatten. Titelverteidiger waren die Frauen des SC Leipzig, die sich mit nur einem Punkt Rückstand dem neuen Meister SC Empor Rostock geschlagen geben mussten. Dabei profitierten die Rostockerinnen am letzten Spieltag von der Heimniederlage der Leipzigerinnen gegen den ASK Vorwärts, bei gleichzeitigem Punktgewinn in Magdeburg. Für Empor war es nach 22 Jahren (1967) die dritte Hallenmeisterschaft. Ihren Titelgewinn hatte sie vor allem den treffsicheren Torwerferinnen zu verdanken, die mit 490 Treffern mit Abstand die meisten Tore in der Oberliga erzielten. Mit dem FDGB-Pokal-Gewinn schaffte die Mannschaft zudem das Double. Als Aufsteiger traten die TSG Wismar, die bereits in der Vergangenheit langjähriges Mitglied der Frauenoberliga gewesen war, und die Betriebssportgemeinschaft (BSG) Umformtechnik Erfurt an. Während die Wismarer Frauen den Klassenerhalt schafften, mussten die Erfurterinnen wieder in die Zweitklassigkeit zurück. Zweiter Absteiger war die BSG Lokomotive Rangsdorf, die mit nur einem Sieg bei 17 Niederlagen Tabellenletzter wurde. Der Teilnehmer für den IHF-Pokal, der normalerweise aus der Abschlusstabelle hervorgeht, wurde diesmal in einem separaten Turnier von den fünf Sportclub-Vertretungen ermittelt.

## Tabellen

### Abschlusstabelle
| Pl. | Mannschaft                   | Sp. | S  | U | N  | Tore      | Diff. | Punkte  |
| --- | ---------------------------- | --- | -- | - | -- | --------- | ----- | ------- |
| 1.  | SC Empor Rostock (P)         | 18  | 15 | 1 | 2  | 0490:3700 | +120  | 031:50  |
| 2.  | SC Leipzig (M)               | 18  | 15 | 0 | 3  | 0457:3130 | +144  | 030:60  |
| 3.  | ASK Vorwärts Frankfurt/O.    | 18  | 13 | 2 | 3  | 0474:3170 | +157  | 028:80  |
| 4.  | TSC Berlin                   | 18  | 13 | 1 | 4  | 0459:3940 | +65   | 027:90  |
| 5.  | SC Magdeburg                 | 18  | 10 | 1 | 7  | 0409:3470 | +62   | 021:150 |
| 6.  | BSG Halloren Halle           | 18  | 6  | 0 | 12 | 0352:4510 | −99   | 012:240 |
| 7.  | TSG Wismar (N)               | 18  | 4  | 3 | 11 | 0328:4240 | −96   | 011:250 |
| 8.  | BSG Sachsenring Zwickau      | 18  | 5  | 1 | 12 | 0352:3820 | −30   | 011:250 |
| 9.  | BSG Umformtechnik Erfurt (N) | 18  | 3  | 1 | 14 | 0338:4810 | −143  | 07:290  |
| 10. | BSG Lokomotive Rangsdorf     | 18  | 1  | 0 | 17 | 0321:5010 | −180  | 02:340  |

Platzierungskriterien: 1. Punkte – 2. Direkter Vergleich (Punkte, Tordifferenz, geschossene Tore) – 3. Tordifferenz – 4. geschossene Tore

Legende:
  DDR-Meister und Teilnehmer am Europapokal der Landesmeister 1989/90 
  FDGB-Pokalfinalist und Teilnehmer am Europapokal der Pokalsieger 1989/90 
  Absteiger in die DDR-Liga 1989/90 
 (M) DDR-Meister 1988, (P) FDGB-Pokalsieger 1988, (N) Aufsteiger aus der DDR-Liga 1987/88

### Kreuztabelle
| 1988/89 25. September 1988 – 8. April 1989 | 1988/89 25. September 1988 – 8. April 1989 | SC Empor Rostock | SC Leipzig | ASK Vorwärts Frankfurt/O. | TSC Berlin | SC Magdeburg | BSG Halloren Halle | TSG Wismar | BSG Sachsenring Zwickau | BSG Umformtechnik Erfurt | Lok Ra'dorf |
| ------------------------------------------ | ------------------------------------------ | ---------------- | ---------- | ------------------------- | ---------- | ------------ | ------------------ | ---------- | ----------------------- | ------------------------ | ----------- |
| 01.                                        | SC Empor Rostock                           |                  | 25:23      | 22:20                     | 20:26      | 25:23        | 30:18              | 27:18      | 27:22                   | 37:16                    | 32:18       |
| 02.                                        | SC Leipzig                                 | 23:22            |            | 20:21                     | 27:15      | 25:16        | 21:12              | 30:17      | 20:14                   | 36:16                    | 29:19       |
| 03.                                        | ASK Vorwärts Frankfurt/O.                  | 24:25            | 20:23      |                           | 24:17      | 18:14        | 36:15              | 30:11      | 27:20                   | 36:13                    | 36:12       |
| 04.                                        | TSC Berlin                                 | 25:28            | 24:21      | 23:23                     |            | 21:20        | 30:24              | 28:18      | 24:20                   | 29:20                    | 40:11       |
| 05.                                        | SC Magdeburg                               | 21:21            | 12:20      | 18:24                     | 24:18      |              | 27:14              | 37:15      | 25:18                   | 29:17                    | 26:18       |
| 06.                                        | BSG Halloren Halle                         | 16:23            | 11:33      | 13:34                     | 25:29      | 21:22        |                    | 21:18      | 25:19                   | 27:24                    | 27:23       |
| 07.                                        | TSG Wismar                                 | 20:34            | 16:29      | 16:16                     | 23:27      | 19:21        | 22:20              |            | 17:16                   | 19:23                    | 24:21       |
| 08.                                        | BSG Sachsenring Zwickau                    | 17:27            | 19:22      | 18:24                     | 22:23      | 18:17        | 18:14              | 18:18      |                         | 27:13                    | 22:18       |
| 09.                                        | BSG Umformtechnik Erfurt                   | 18:30            | 19:34      | 19:29                     | 24:27      | 20:29        | 18:19              | 15:15      | 23:20                   |                          | 25:20       |
| 10.                                        | BSG Lokomotive Rangsdorf                   | 22:35            | 15:21      | 18:32                     | 20:33      | 15:28        | 24:30              | 11:22      | 18:24                   | 18:15                    |             |

### Torschützenliste
|     | Spieler          | Verein                    | Tore / 7 m |
| --- | ---------------- | ------------------------- | ---------- |
| 01. | Kornelia Kunisch | SC Magdeburg              | 130 / 66   |
| 02. | Katja Kittler    | SC Empor Rostock          | 124 / 35   |
| 03. | Sybille Gruner   | SC Leipzig                | 116 / 65   |
| 04. | Doris Danner     | TSG Wismar                | 112 / 46   |
| 05. | Bianca Urbanke   | ASK Vorwärts Frankfurt/O. | 110 / 26   |
| 06. | Cordula David    | TSC Berlin                | 105 / 34   |
| 07. | U. Haubenschild  | BSG Umformtechnik Erfurt  | 100 / 0–   |
| 08. | Silke Fittinger  | ASK Vorwärts Frankfurt/O. | 099 / 16   |
| 09. | Andrea Stein     | SC Empor Rostock          | 087 / 27   |
| 10. | Jana Budich      | TSC Berlin                | 079 / 30   |
| 11. | Britt Willig     | BSG Lokomotive Rangsdorf  | 076 / 23   |

## Statistik
In der Saison 1988/89 wurden 90 Oberligaspiele ausgetragen, in denen insgesamt 3.980 Tore fielen (≈ 44 Treffer pro Spiel). Die meisten Tore fielen in der Begegnung Lokomotive Rangsdorf – Empor Rostock beim 22:35. Den höchsten Sieg feierte der TSC Berlin beim 40:11-Heimsieg über Lokomotive Rangsdorf. Die Rostocker hatten mit 490 Toren die treffsichersten Torschützinnen. Kornelia Kunisch vom SC Magdeburg wurde zum zweiten Mal nach 1980 Torschützenkönigin mit 130 Treffern (darunter 66 Siebenmetertore).

## Meistermannschaft
| 1.                        | SC Empor Rostock |
| ------------------------- | --- |
| Logo vom SC Empor Rostock | - Tor: Christina Günther , Sandra Abert - Feldspieler: Andrea Stein, Ines Buchwald, Katja Kittler, Kathrin Kohlhagen, Kerstin Wolff, Heike Dombrowski, Birgit Wagner, Beate Stolt, Birgit Westphal, Heike Bendt, Janette Ohlmann, Cerstin Colberg, Anke Wießmann, Sandra Richter, Busch - Trainer: Udo Höller |

## Klubturnier umIHF-Pokal-Teilnahme
Die fünf Sportclub-Vertretungen ermittelten vom 30. Mai bis 3. Juni 1989 in der Sporthalle im Zwickauer Stadtteil Neuplanitz den Teilnehmer für den IHF-Pokal. Da Rostock (Cup der Landesmeister) und Magdeburg (Cup der Pokalsieger) bereits für Europapokale qualifiziert waren, kamen nur noch Vizemeister Leipzig, der ASK Vorwärts und der TSC für die Teilnahme am IHF-Pokal in Frage. Turniersieger und Qualifikant für den IHF-Pokal wurde der ASK Vorwärts Frankfurt, vor den punktgleichen SC Empor Rostock und SC Leipzig. Alle drei kamen auf jeweils 6:2 Punkte und anders als in der Meisterschaft, entschied diesmal die Tordifferenz über die Platzierung und nicht die direkten Duelle. 

### Spiele
| Datum            |                           | Ergebnis |                           |
| ---------------- | ------------------------- | -------- | ------------------------- |
| 1. Spieltag:     |                           |          |                           |
| Di 30.05., 16:30 | TSC Berlin                | 21:22    | SC Magdeburg              |
| Di 30.05., 18:00 | SC Leipzig                | 21:27    | ASK Vorwärts Frankfurt/O. |
| 2. Spieltag:     |                           |          |                           |
| Mi 31.05., 16:30 | SC Magdeburg              | 14:20    | ASK Vorwärts Frankfurt/O. |
| Mi 31.05., 18:00 | TSC Berlin                | 26:27    | SC Empor Rostock          |
| 3. Spieltag:     |                           |          |                           |
| Do 01.06., 16:30 | SC Leipzig                | 24:22    | TSC Berlin                |
| Do 01.06., 18:00 | SC Empor Rostock          | 23:21    | SC Magdeburg              |
| 4. Spieltag:     |                           |          |                           |
| Fr 02.06., 16:30 | SC Magdeburg              | 18:19    | SC Leipzig                |
| Fr 02.06., 18:00 | ASK Vorwärts Frankfurt/O. | 19:24    | SC Empor Rostock          |
| 5. Spieltag:     |                           |          |                           |
| Sa 03.06., 09:30 | ASK Vorwärts Frankfurt/O. | 24:22    | TSC Berlin                |
| Sa 03.06., 11:00 | SC Empor Rostock          | 16:20    | SC Leipzig                |

### Abschlusstabelle
| Pl. | Mannschaft                | Sp. | S | U | N | Tore    | Diff. | Punkte |
| --- | ------------------------- | --- | - | - | - | ------- | ----- | ------ |
| 1.  | ASK Vorwärts Frankfurt/O. | 4   | 3 | 0 | 1 | 090:810 | +9    | 06:20  |
| 2.  | SC Empor Rostock          | 4   | 3 | 0 | 1 | 090:860 | +4    | 06:20  |
| 3.  | SC Leipzig                | 4   | 3 | 0 | 1 | 084:830 | +1    | 06:20  |
| 4.  | SC Magdeburg              | 4   | 1 | 0 | 3 | 075:830 | −8    | 02:60  |
| 5.  | TSC Berlin                | 4   | 0 | 0 | 4 | 091:970 | −6    | 00:80  |

 Teilnehmer am IHF-Pokal 1989/90